# Cizara
Cizara is een geslacht van vlinders uit de onderfamilie Macroglossinae van de familie pijlstaarten (Sphingidae).

## Soorten
- Cizara ardeniae (Lewin, 1805)
- Cizara sculpta (Felder, 1874)